# Leo Van Puyvelde

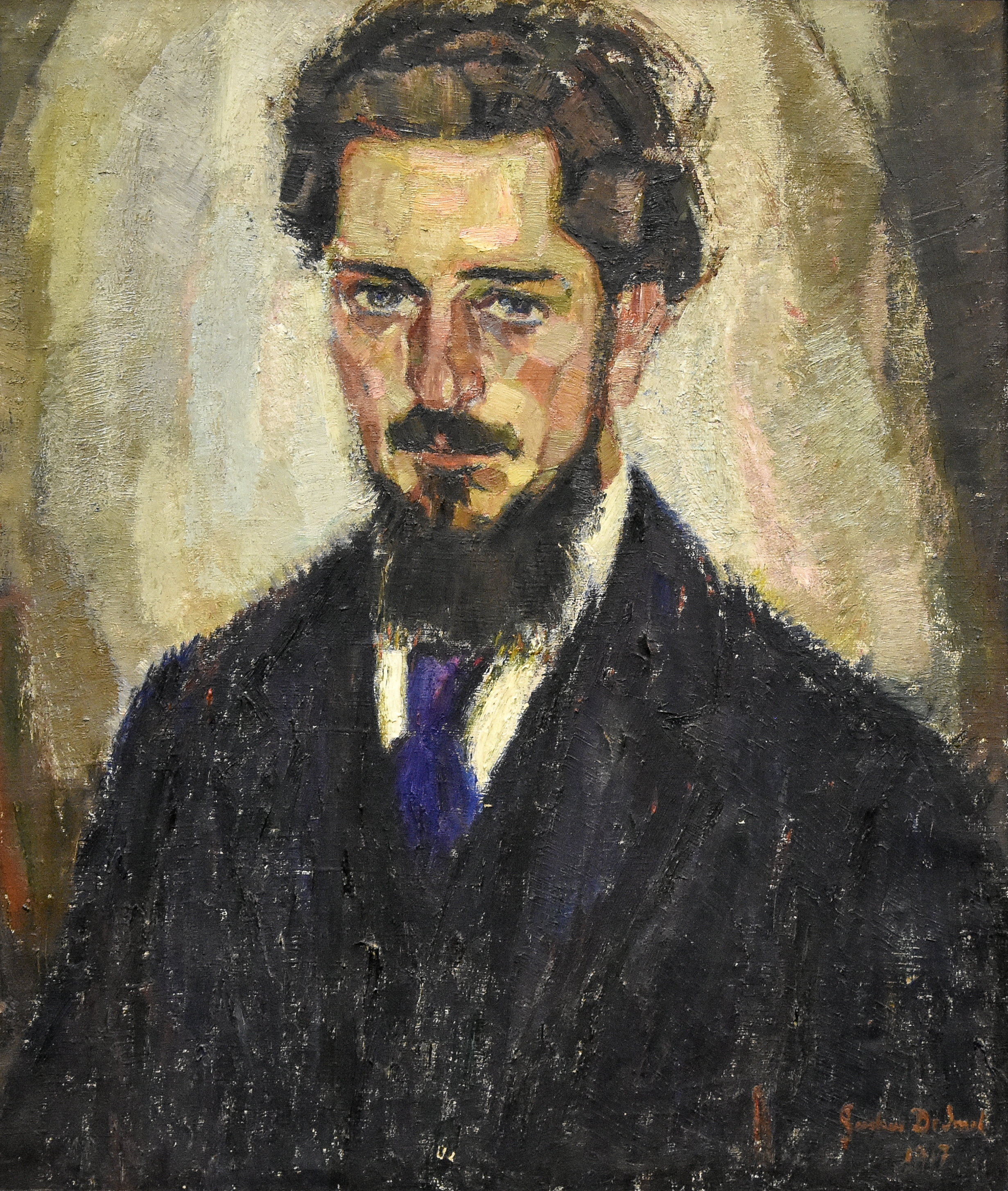
Leo Van Puyvelde in 1917 door Gustave De Smet

Leo van Puyvelde (Sint-Niklaas, 30 juli 1882 - Ukkel, 27 oktober 1965) was een Belgisch kunsthistoricus, hoogleraar en museumdirecteur.

## Jeugd

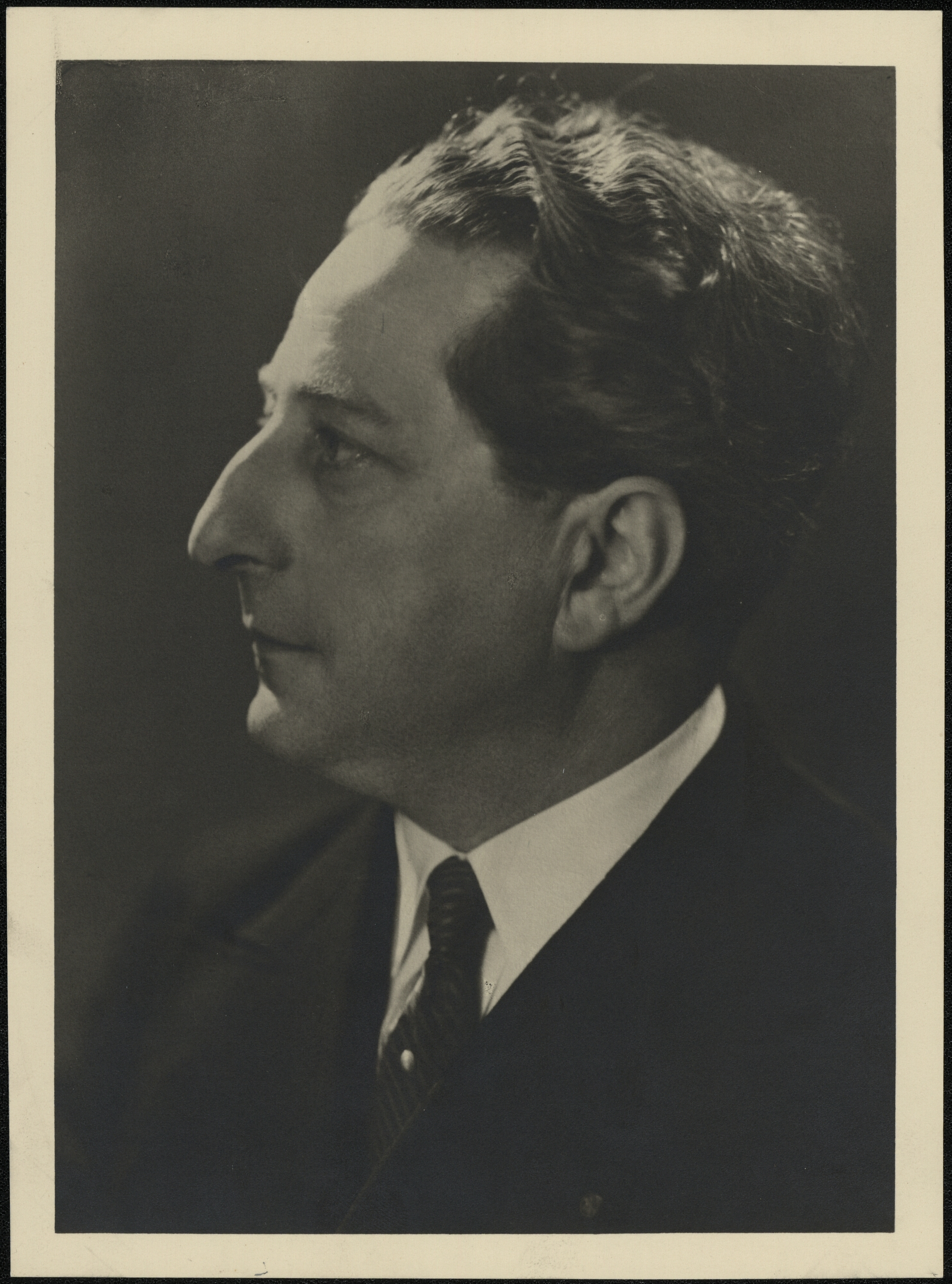
Van Puyvelde (1927)

Van Puyvelde is geboren in een gezin uit de katholieke middenstand: hij was een aangetrouwde neef van minister van staat Hendrik Heyman en de schoonbroer van textienijveraar Edmond Meert. Hij studeerde af aan de klassieke humaniora van het SJKS in Sint-Niklaas, waarna hij filologie studeerde en een kenner werd van de Vlaamse dichter Albrecht Rodenbach. 
Hij behaalde zijn doctoraat aan de Katholieke Universiteit Leuven en werd al in 1911 lid van de Koninklijke Vlaamse Academie voor Taal- en Letterkunde. Vanaf 1912 was hij docent en hoogleraar kunstgeschiedenis aan de Rijksuniversiteit Gent. Hij werd voorzitter van het Hoger Instituut voor kunstgeschiedenis en archeologie aan deze universiteit. In 1927 verliet hij Gent en werd gewoon hoogleraar aan de Rijksuniversiteit Luik. Hij werd een veelgevraagde gastprofessor en doceerde onder meer in Parijs, Algiers, Princeton, Harvard en Yale. De thema's die hij behandelde waren hoofdzakelijk vroegmiddeleeuws schilderwerk, middeleeuwse kunst en archeologie, renaissancekunst.

## Kunsthistoricus
Van Puyvelde werd weldra beschouwd als een van de voornaamste Belgische kunsthistorici. Toen in de voprmalige abdij van de Bijloke in Gent in 1924 veertiende-eeuwse muurschilderingen werden ontdekt in de refter, werd hij belast met een wetenschappelijk onderzoek van deze fresco. In 1927 werd hij benoemd tot hoofdconservator van de Koninklijke Musea voor Schone Kunsten in Brussel en stichtte er een atelier voor de restauratie en conservatie van oude meesters.

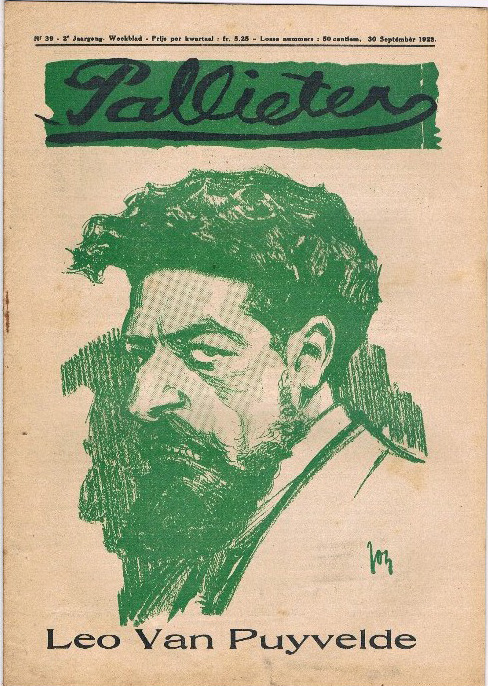
Leo Van Puyvelde (voorpagina van Pallieter, 1923)

Van Puyvelde was bijzonder geïnteresseerd in oude meesters uit de Vlaamse en Hollandse school, zoals Van Eycks, Quinten Metsys, Jeroen Bosch, Pieter Bruegel en de zeventiende-eeuwse meesters van de Vlaamse barok: Pieter Paul Rubens, Antoon van Dyck en Jacob Jordaens.
Hij volgde ook met belangstelling het werk van Belgische kunstenaars, zoals George Minne (1866-1941), James Ensor, Gustave De Smet (1877-1943) en Frits Van den Berghe (1883-1939). Hij promoveerde hun werk door zijn artikels in internationale tijdschriften.
Hij ging in 1948 met pensioen en bleef nog actief publiceren.

## Monuments Man
Tijdens Wereldoorlog II, nadat hij naar Engeland was gevlucht, werd hij opgenomen in de Belgische militaire missie, met de graad van luitenant-kolonel. In april 1944 werd in Londen de Vaucher Commissie of Inter-Allied Commission for the Protection and Restitution of Cultural Materials opgericht door de geallieerde ministers van Onderwijs.
Vertegenwoordigers van China, Frankrijk, Griekenland, Luxemburg, Nederland, Noorwegen, Groot-Brittannië en de Verenigde Staten verenigden zich teneinde informatie in te zamelen en uit te wisselen over het door de nazi's geroofde erfgoed.
Als directeur-generaal van de administratie van schone kunsten werd Van Puyvelde aan het hoofd geplaatst van het Belgisch comité. Hij zette zich onmiddellijk aan het werk om lijsten op te maken van in België geroofde kunstwerken. Deze lijsten dienden als informatie voor de Monuments Men op het terrein, en ze vergemakkelijkten aanzienlijk hun opzoekingen.
Hij was zelf ook actief op het veld, en hield, namens de Belgische regering, nauw contact met de majoors Ronald E. Balfour en Paul Baillie-Reynolds, die de Monuments Men leidden in België. Hij trok zelf, samen met Emile Langui, naar de mijnen bij Altaussee, toen het Lam Gods er werd ontdekt.
In augustus 1945 kon hij het wereldberoemde Polyptiek in ontvangst nemen in de Brusselse Koninklijke Musea en het kort daarop naar de Gentse Sint-Baafskathedraal begeleiden.

## Onderscheidingen
- Grootofficier in de Leopoldsorde (België)
- Grootofficier in de Kroonorde (België)
- Officier in de Orde van het Legioen van Eer (Frankrijk)
- Commandeur in de Orde van Oranje-Nassau (Nederland)
- Burgerlijk Kruis 1e klasse (België)
- Herinneringsmedaille van 100 Jaars de Onafhankelijkheid 1830-1930
- Overwinningsmedaille (België)
- Andere talrijke onderscheidingen

## Publicaties
- Albrecht Rodenbach. Zijn leven en werk, Amsterdam, L. J. Veen, 1908.
- Schilderkunst en toneelvertooningen op het einde van de middeleeuwen, Koninklijke Academie, Gent, W. Siffer, 1912.
- Un Hôpital du Moyen Âge et une Abbaye y annexée. La Biloke de Gand. Étude archéologique, Rijksuniversiteit Gent, Gent-Parijs, 1925.
- George Minne, Brussel, Cahiers de Belgique, 1930.
- Principes de la présentation des collections dans les musées, in: Mouseion, 1934.
- Dessins de maîtres de la collection des Musées royaux des Beaux-Arts de Belgique, Bazel, Holbein, 1940.
- Les Esquisses de Rubens, Bazel, Holbein, 1940.
- The Flemish Drawings in the Collection of His Majesty the King at Windsor Castle, Londen, Phaidon, 1942
- The Dutch Drawings in the Collection of His Majesty the King at Windsor Castle, Londen, Phaidon, 1944.
- Van Eyck, l'Agneau Mystique, 1946.
- The Genius of Flemish Art, a lecture given in the University of London on 27 November 1943, Londen, Phaidon, 1949.
- La peinture flamande à Rome, Brussel, Librairie Encyclopédique, 1950.
- Van Dyck, Brussel, Elsevier, 1950.
- Peter Paul Rubens. De slag van de Amazonen, Amsterdam/Antwerpen, Van Ditmar, 1950.
- Rubens, Parijs, Elsevier, 1952.
- Jordaens, Parijs, Elsevier, 1953.
- La peinture flamande au siècle des Van Eyck, Brussel, Elsevier, 1953.
- La peinture flamande au siècle de Bosch et Breughel, Brussel, Elsevier, 1962.
- Velasquez, Parijs, Meddens, 1963.
- Goya, Parijs, Meddens, 1966.
- La peinture flamande des Van Eyck à Metsys, Brussel, Meddens, 1968 (Nederlandse vertaling in 1969 en Engelse in 1970).
- La peinture flamande au siècle de Rubens, Brussel, Meddens, 1970 (Engelse vertaling in 1971).
- La Renaissance flamande de Bosch à Breughel. Brussel, Meddens, 1971.